# Suxian
Suxian (en chino, 苏仙; pinyin, Sūxiān) es un distrito urbano bajo la administración directa de la Prefectura  Chenzhou  en la Provincia de Hunan, República Popular China.  Su área es de 1339 km² y su población total para 2010 superó los 400 mil habitantes. 

## Administración
Desde abril de 2024, el  Distrito Suxian   se divide en 14 pueblos  administrados  en 6 subdistritos y 8   poblados.

## Toponimia
El distrito toma su nombre directamente de la Cordillera Suxian (苏仙岭) que se encuentra dentro de su territorio. La zona está asociada con lugares sagrados donde, según la leyenda, Su Xian meditó y ascendió al cielo.
Según la tradición local, Su Xian fue un inmortal taoísta que vivió durante la dinastía Han, el nombre se traduce literalmente como "el Inmortal Su".